# Blanca, perdida
Blanca, perdida es el cuarto capítulo de la tercera temporada de la serie de televisión argentina Mujeres asesinas. Este episodio se estrenó el día 9 de mayo de 2007.
Este episodio fue protagonizado por Araceli González, en el papel de asesina. Coprotagonizado por Jorge Suárez. Y las participaciones de Magela Zanotta y Graciela Pal.

## Desarrollo

### Trama
Blanca (Araceli González) es una ex maestra devenida en ama de casa que padece esquizofrenia. Convive junto a su marido Alberto (Jorge Suárez), quien arregla electrodomésticos y deja de trabajar en su modesta casa para instalarse en un nuevo local con su vecino. Blanca escucha voces constantemente, la atormentan y le dicen que su esposo se irá y la dejará sola. Su hermana (Magela Zanotta) y su madre (Graciela Pal) tratan de ayudarla. Las voces son cada vez más fuertes, y ella no puede ignorarlas. A medida que el tiempo avanza, Blanca tiene enfrentamientos con Alberto, que queda descolocado ante su comportamiento enfermizo. Ella lo vigila en su trabajo y se deshace de sus herramientas para que no la deje sola. Blanca termina de ver a su psiquiatra y tira los medicamentos que le han recetado, excusándose con una falsa mejoría en su salud. En medio de un ataque, luego de que Alberto la encontrara lastimándose, ella lo apuñala con unas tijeras.

### Condena
Blanca A. fue detenida después de haber pasado casi 20 horas al lado del cadáver de su marido. Las pericias demostraron que padecía un severo cuadro de esquizofrenia. Según sus relatos a los forenses, ella escuchaba voces y éstas le ordenaron matar a su marido. Resultó inimputable. Permaneció nueve años en instituto neuropsiquiátrico del interior del país. Salió en libertad a principios de 2004. Actualmente vive con su hermana.

## Elenco
- Araceli González
- Jorge Suárez
- Magela Zanotta
- Graciela Pal
- Ricardo Díaz Mourelle
- Néstor Sánchez